# Andra slaget vid Fredericksburg
Slaget vid Fredericksburgh, även kallat Andra slaget vid Marye's Heights, utspelades den 1 maj 1863 då general Lee avsatte generalmajor Earlys division för att hålla staden Fredericksburg medan han lät resten av armén marschera mot Chancellorsville för att där möta generalmajor Hookers attack vilket ledde till slaget vid Chancellorsville.
Den 3 maj gick Unionens VI-kår, under generalmajor Sedgwick, förstärkt med Gibbons division från II-kåren, över floden Rappahannock och anföll Konfederationens befästningar på Maryes Heights. Den till antalet underlägsna Konfederationsstyrkan drog sig tillbaka och omgrupperade väster och sydost om staden. De totala förlusterna i slaget uppgår enligt CWSAC till cirka 2 000.
Ej att förväxla med det stora slaget vid Fredericksburg, som ägde rum 11-15 december 1862.